# Desa Cikondang (administrativ by i Indonesien, lat -6,94, long 107,11)
Desa Cikondang är en administrativ by i Indonesien.   Den ligger i provinsen Jawa Barat, i den västra delen av landet, 90 km söder om huvudstaden Jakarta.